# Kitajski kozliček
Kitajski kozliček (znanstveno ime Anoplophora chinensis) je vrsta hrošča iz družine kozličkov, izvorno razširjena v Koreji, na Kitajskem in na Japonskem, kjer velja za velikega škodljivca sadnega drevja.

## Telesne značilnosti
Odrasel hrošč je bleščeče črne oziroma modro črne barve z belimi pegami na pokrovkah. Ima podolgovato telo, v dolžino pa odrasla žival doseže med 21 in 37 mm. Nadvratni ščit je ob strani izrazito koničast. Tipalki sta nitasti, sestavljeni iz enajstih členov in daljši od telesa. Samci imajo tipalke dvakrat daljše od telesa, samice pa 1,2-krat. Pri bazi členka so tipalke modro-sive barve, nadaljujejo pa se v črni barvi. Na njihov razvoj močno vplivajo podnebne razmere. Kitajski kozliček potrebuje v Evropi za razvoj od 2 do 3 leta, odvisno od podnebja.
Samica odloži do 200 belih jajčec posamično v špranje v skorji gostiteljskega drevesa. Jajčeca so podolgovata, dolga pa so okoli 6 mm. Tik pred izleganjem jajčeca potemnijo. Po tem, ko se ličinka izleže se zavrta v skorjo, kjer se začne hraniti. Ličinka je smetanasto bele barve, s temno glavo, ki je ožja od trupa. Na predprsju ima rumeno hitinasto liso, na glavi pa ima kratke tipalke, sestavljene iz treh členov. Dorasla ličinka lahko doseže do 45 mm v dolžino in 10 mm v širino. Po končanem hranjenju se ličinka na koncu rova zabubi. Štiri do osem dni po izleganju iz bube hrošči zapustijo gostiteljsko drevo, pri tem pa na deblu ali na koreninah ostanejo značilne povsem okrogle izletne odprtine velikosti od 1 do 1,5 cm in sicer približno 25 cm nad mestom ovipozicije, kar je pomemben pokazatelj napada škodljivca. Kmalu po izletu hroščev se začne obdobje parjenja, samice pa nato čez deset dni začnejo odlagati jajčeca. Odrasli hrošči živijo približno dva meseca, aktivni pa so predvsem podnevi.

## Škodljivec
Kitajski kozliček napada povsem zdrava in vitalna drevesa. Največjo škodo povzročajo ličinke, ki lahko povzročijo propadanje dreves. Najbolj ogrožena so mlada drevesa. Potencialna nevarnost grozi predvsem nasadom sadnega drevja.

## Evropa
V Evropi je bil hrošč prvič opažen leta 2000 v Italiji v pokrajini Lombardija, kjer se je kmalu razširil v naravo. Kasleje je bil hrošč odkrit tudi v Franciji, Švici in Nemčiji, Veliki Britaniji, Litvi ter na Nizozemskem.

## ZDA
V ZDA so kitajskega kozlička prvič opazili aprila 1999, ko so enega odraslega hrošča odkrili na bonsaju v rastlinjaku v kraju Athens, Georgia. Ugotovili so, da je drevesce prišlo s Kitajske. Večja okužba je sledila 9. avgusta 2001 v kraju Tukwila, Washington, kjer so v drevesnici v bližini mesta Seattle odkrili več primerkov na pošiljki 369 javorovih dreves bonsaj, ki jo prišla iz Južne Koreje. Obstaja velika verjetnost, da se je hrošč od tam že razširil v naravo.